# Самарское (Калининградская область)
Сама́рское — посёлок в Краснознаменском муниципальном округе Калининградской области России.

## География
Посёлок находится в северо-восточной части Калининградской области, в зоне хвойно-широколиственных лесов.

### Часовой пояс
Посёлок Самарское, как и вся Калининградская область, находится в часовой зоне МСК−1. Смещение применяемого времени относительно UTC составляет +2:00.

## История
В 1950 году указом Президиума Верховного Совета РСФСР посёлок Бергерсхоф (нем. Bergershof) переименован в Самарское

## Население
| 1905 | 2002 | 2010 |
| ---- | ---- | ---- |
| 31   | ↗44  | ↘42  |